# Gudisivaripalli, Srinivaspur
Gudisivaripalli là một làng thuộc tehsil Srinivaspur, huyện Kolar, bang Karnataka, Ấn Độ.